# Thizay (Indre)
Thizay település Franciaországban, Indre megyében. Lakosainak száma 229 fő (2022. január 1.). Thizay Brives, Condé, Issoudun, Meunet-Planches, Neuvy-Pailloux, Saint-Aoustrille és Sainte-Fauste községekkel határos.

## Népesség
A település népessége az elmúlt években az alábbi módon változott:
| Lakosok száma | 300  | 245  | 220  | 255  | 249  | 238  | 232  | 234  | 235  | 229  |
|               | 1968 | 1982 | 1990 | 2006 | 2013 | 2015 | 2017 | 2019 | 2020 | 2022 |